# 25. Oktober
Der 25. Oktober ist der 298. Tag des gregorianischen Kalenders (der 299. in Schaltjahren), somit bleiben 67 Tage bis zum Jahresende.

## Ereignisse

### Politik und Weltgeschehen
- 0732: Der fränkische Hausmeier Karl Martell schlägt die Mauren in der Schlacht von Tours und Poitiers.
- 1147: Ein Kreuzfahrerheer unter Konrad III. wird in der Schlacht von Doryläum von den Rum-Seldschuken besiegt.

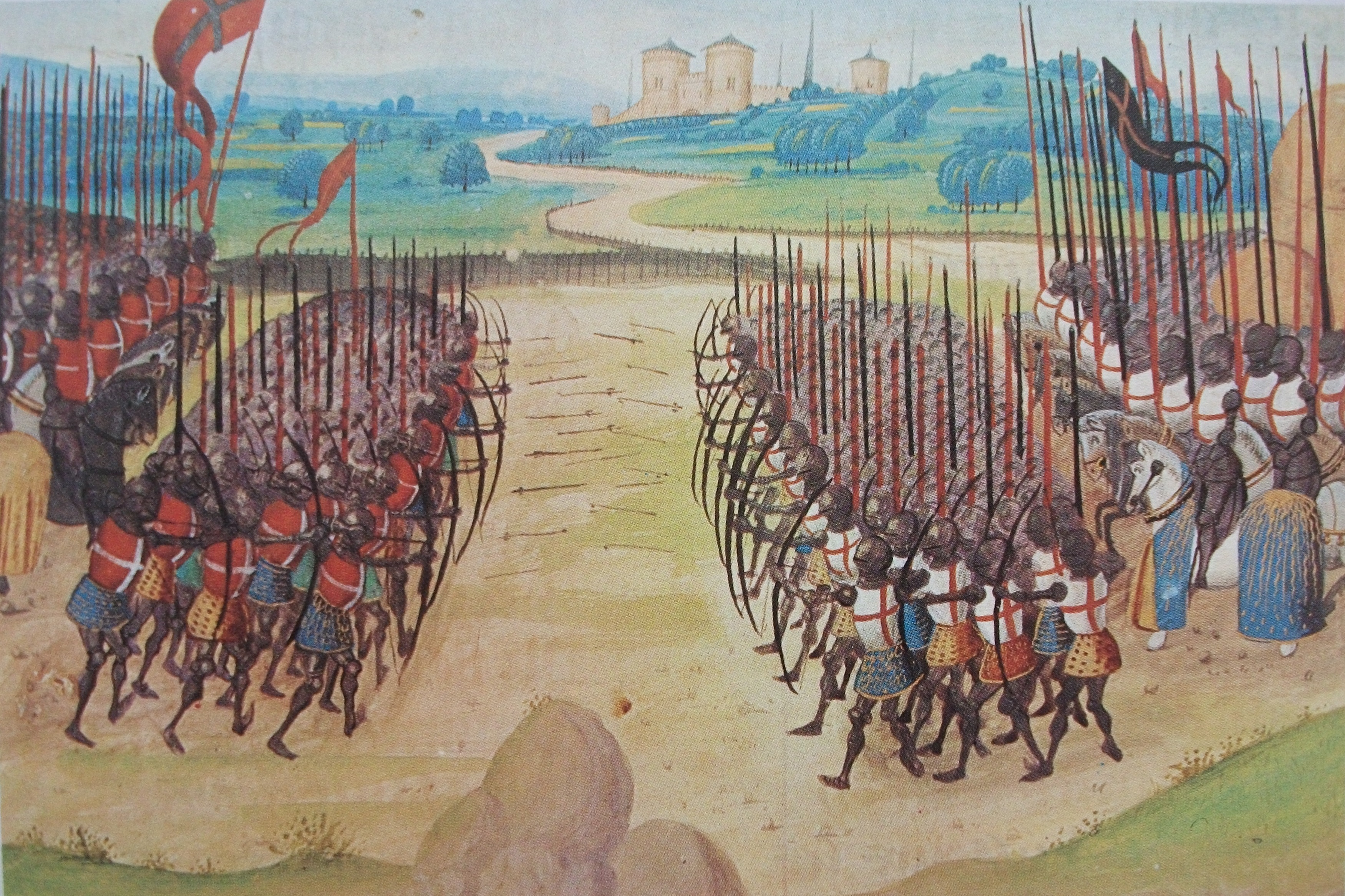
1415: Schlacht von Azincourt

- 1415: Im Hundertjährigen Krieg erlangen die Engländer in der Schlacht von Azincourt durch den Einsatz von Langbogenschützen einen bedeutenden Sieg gegen die Franzosen.
- 1495: Nach dem Tod seines Cousins Johann II. wird Emanuel I. aus dem Haus Avis mit der Unterstützung seiner Schwester Eleonore König von Portugal.
- 1521: Maria Pacheco, die Witwe des im April hingerichteten Juan de Padilla, handelt zur Zeit des spanischen Comuneros-Aufstandes mit König Karl I. die Kapitulation der Stadt Toledo aus, in der sich die Rebellen aufhalten.
- 1555: Karl V. teilt in Brüssel in einem feierlichen Staatsakt seine Entscheidung zur Abdankung als Kaiser des Heiligen Römischen Reiches mit. Sie wird im Folgejahr vollzogen.
- 1616: Mit dem Landgang auf der nach ihm benannten Dirk Hartog-Insel in der Shark Bay an der Westküste Australiens betritt der niederländische Seefahrer Dirk Hartog als zweiter Europäer australischen Boden.
- 1679: Friedrich Wilhelm von Brandenburg, genannt der Große Kurfürst, erklärt sich im geheimen Vertrag von Saint-Germain-en-Laye bereit, Frankreichs Herrscher Ludwig XIV. bei einer Bewerbung als römisch-deutscher Kaiser seine Stimme zu geben.

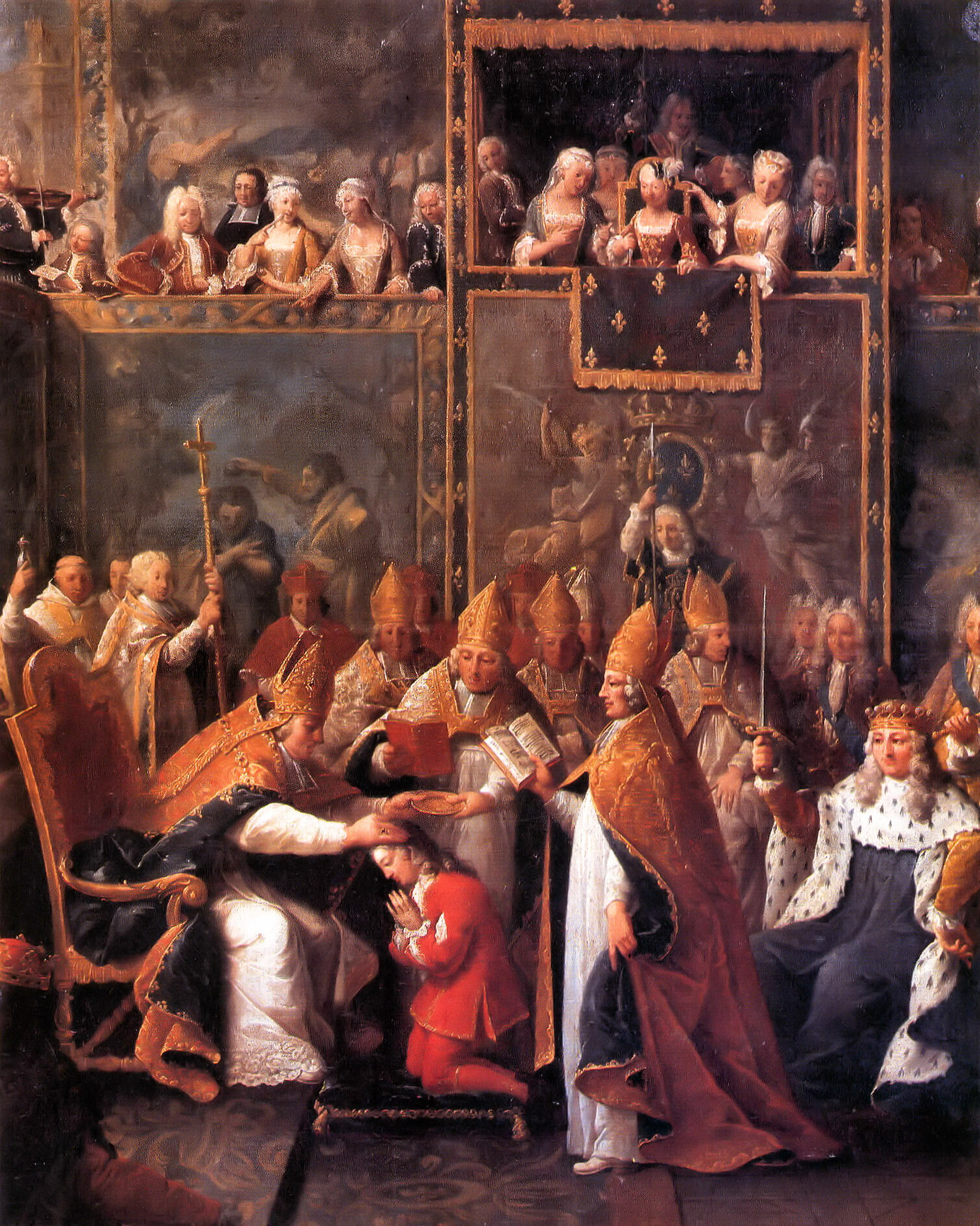
1722: Salbung Ludwigs XV.

- 1722: In der Kathedrale von Reims wird der zwölfjährige Ludwig XV. zum französischen König gesalbt.
- 1747: Etwa 270 Seemeilen nördlich des Kap Finisterre kommt es (bereits zum zweiten Mal in diesem Jahr) zu einer Seeschlacht zwischen britischen und französischen Schiffen.
- 1760: Mit dem Tod seines seit 1727 regierenden Großvaters George II. wird Georg Wilhelm Friedrich als George III. König von Großbritannien.
- 1812: Die US-amerikanische Fregatte United States besiegt in einem Einzelgefecht die britische Fregatte HMS Macedonian und zwingt sie zur Kapitulation. Dieser amerikanische Erfolg erregt sowohl in den USA als auch in Großbritannien großes Aufsehen.

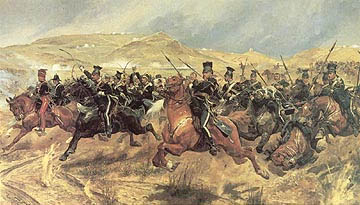
1854: Angriff der Leichten Brigade

- 1854: In der Schlacht von Balaklawa während des Krimkrieges kommt es zur berühmten Attacke der Leichten Brigade der Briten.
- 1917: Gemäß dem in Russland noch gültigen Julianischen Kalender beginnt mit dem Sturm der Bolschewiki auf den Winterpalast die Oktoberrevolution.
- 1936: Mit einem geheimen Freundschaftsvertrag zwischen Italien und dem Deutschen Reich wird die „Achse Berlin-Rom“ eingerichtet.
- 1945: Mit dem “Dekret des Präsidenten über die Konfiskation des feindlichen Eigentums und die Fonden der Nationalwiederaufbau” werden Angehörige der deutschen Minderheit in der Tschechoslowakei ersatzlos enteignet.
- 1950: Die in Nordkorea eingerückte chinesische „Freiwilligenarmee“ hat im Koreakrieg Feindberührung und liefert sich das erste Gefecht mit einer südkoreanischen Infanterieeinheit.

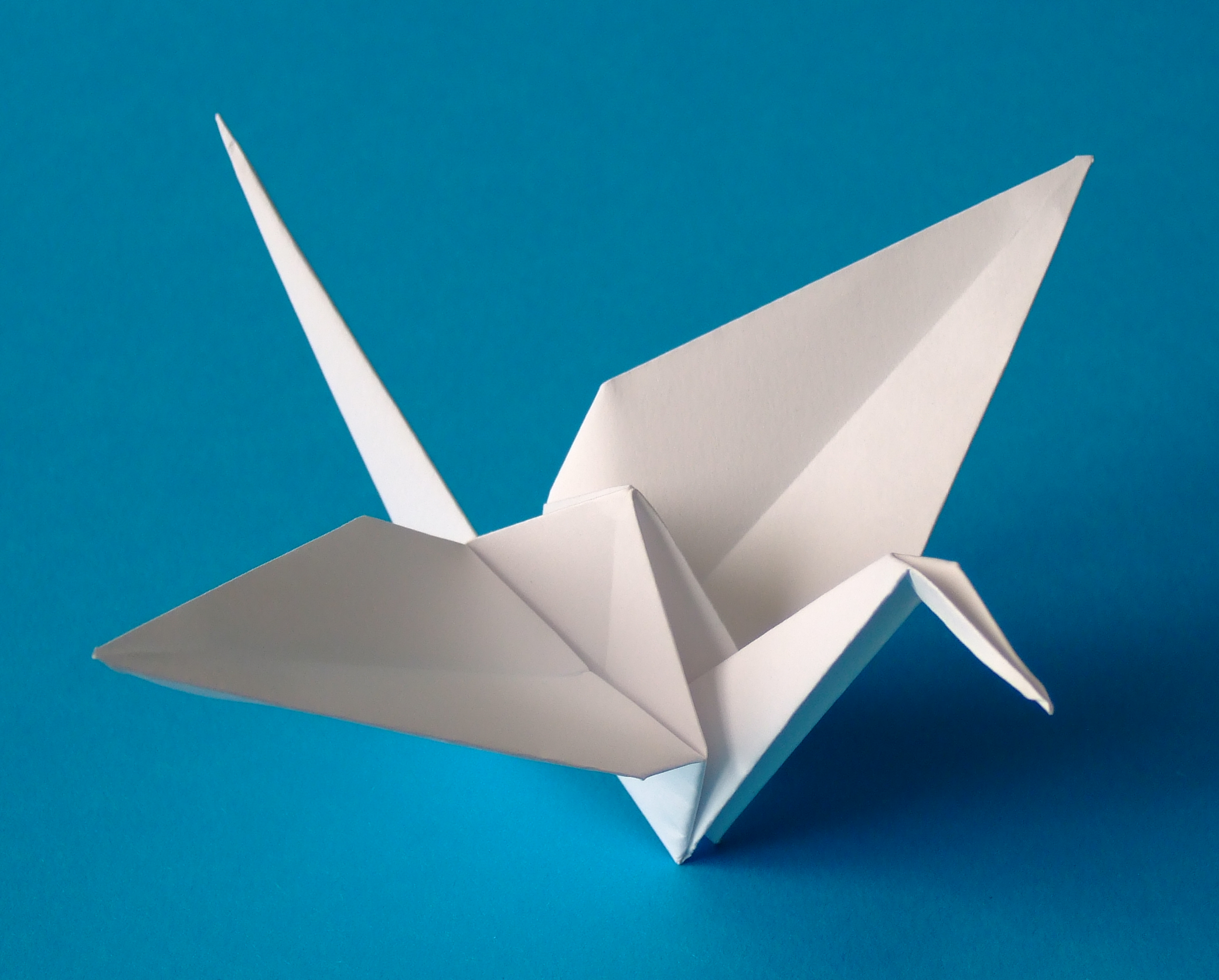
1955: Ein Origami-Kranich

- 1955: Die 12-jährige Sadako Sasaki stirbt als Hibakusha an den Folgen des Atombombenabwurfs von Hiroshima. Durch sie werden Origami-Kraniche zum Symbol gegen Atomwaffen.
- 1956: Adolf Hitler wird vom Amtsgericht Berchtesgaden amtlich für tot erklärt.
- 1961: Amerikanische Panzer fahren am Checkpoint Charlie auf, nachdem DDR-Grenzsoldaten Westalliierte daran hinderten, den sowjetischen Sektor zu betreten. Am 27. Oktober ziehen sowjetische Panzer nach. Am 28. Oktober ziehen sich beide Seiten wieder zurück.
- 1962: Im Rahmen der Kubakrise kommt es bei einer Sitzung des UN-Sicherheitsrates in New York City zu einem diplomatischen Schlagabtausch zwischen den UN-Botschaftern Walerian Sorin (UdSSR) und Adlai Stevenson (USA), bei der letzterer der Weltöffentlichkeit erstmals eindeutige Aufklärungsfotos von den sowjetischen Raketenstellungen auf Kuba vorlegt.
- 1971: Mit der UN-Resolution 2758 wird die Volksrepublik China in die UNO aufgenommen, Taiwan dagegen ausgeschlossen.

1979: Die Autonomen Regionen Spaniens

- 1979: Die spanischen Regionen Katalonien und Baskenland werden eingeschränkt autonom.
- 1980: Das Haager Übereinkommen über die zivilrechtlichen Aspekte internationaler Kindesentführung wird unterzeichnet.
- 1983: Operation Urgent Fury: Die USA und sechs andere karibische Staaten besetzen nach der Ermordung des dortigen Premierministers Maurice Bishop die Insel Grenada.
- 1984: Rainer Barzel tritt wegen seiner Verwicklungen in die Flick-Affäre als Präsident des Deutschen Bundestages zurück.
- 1989: Der für das sowjetische Außenministerium tätige Pressesprecher Gennadi Gerassimow prägt den Begriff der Sinatra-Doktrin. Sie löst die Breschnew-Doktrin ab und meint den am selben Tag von Michail Gorbatschow bei einem Staatsbesuch in Helsinki erklärten sowjetischen Gewaltverzicht gegen ein gegnerisches Bündnis, einen neutralen Staat oder einen Staat des eigenen Bündnisses.
- 1995: Lettland stellt den Antrag auf die Aufnahme in die EU.
- 1997: Nach der Flucht des bisherigen Präsidenten Pascal Lissouba wird Denis Sassou-Nguesso zum Präsidenten der Republik Kongo erklärt. Damit endet ein viermonatiger Bürgerkrieg.
- 2001: Im Rahmen des „Krieges gegen den Terrorismus“ wird der USA PATRIOT Act verabschiedet.
- 2009: Die Explosionen zweier Autobomben bei Selbstmordanschlägen in Bagdad nahe dem Justizministerium beziehungsweise am Sitz des Gouverneurs verursachen den Tod von 155 Menschen und verletzen Hunderte.
- 2023: Mike Johnson wird zum Sprecher des Repräsentantenhauses gewählt und beendet eine wochenlange Blockade der Kongresskammer infolge des Sturzes von Kevin McCarthy.

### Wirtschaft
- 1861: In Kanada wird die Toronto Stock Exchange eröffnet.
- 1929: Am „Schwarzen Freitag“ setzen sich an der New Yorker Börse die außergewöhnlichen Kursverluste des Vortages fort.
- 2006: ATI Technologies wird aufgelöst.

### Wissenschaft und Technik

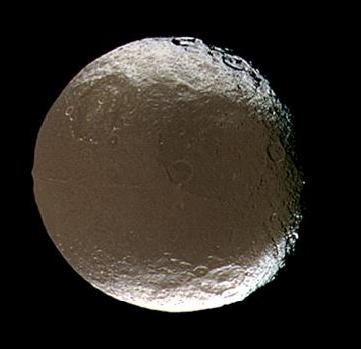
1671: Iapetus

- 1671: Giovanni Domenico Cassini entdeckt den Saturnmond Iapetus.
- 1909: Die Deutsch-Chinesische Hochschule im deutschen Pachtgebiet Kiautschou (China) wird offiziell eröffnet.
- 1937: Hanna Reitsch fliegt mit ihrem Hubschrauber Focke-Wulf Fw 61 108,9 km von Stendal nach Berlin und stellt damit einen neuen Weltrekord auf.
- 1971: Mit der Universität Kassel nimmt die erste Gesamthochschule Deutschlands den Lehrbetrieb auf.
- 1979: Der letzte aus Holz gebaute Sendeturm der DDR in Golm wird wegen Baufälligkeit gesprengt.
- 1979: Der Kampfpanzer Leopard 2 der Bundeswehr wird in Dienst gestellt.
- 1991: Das Langstreckenflugzeug Airbus A340 hebt zu seinem Erstflug ab.
- 2000: In Kenia werden in mindestens sechs Millionen Jahre altem Vulkangestein des Ostafrikanischen Grabens von französischen und kenianischen Archäologen versteinerte Hominiden-Knochen entdeckt.
- 2001: Microsoft veröffentlicht das neue Betriebssystem Windows XP.
- 2007: Die Singapore Airlines absolvieren den ersten Flug eines Airbus A380 mit Passagieren an Bord.

### Kultur
- 1795: In Frankreich wird das republikanische Institut national des sciences et des arts als Nachfolgeeinrichtung der früheren königlichen Akademien geschaffen, die der Nationalkonvent am 8. August 1793 verboten hat. Die neue Organisation wird später zum Institut de France, dem auch die Académie des Beaux-Arts unterstellt ist.

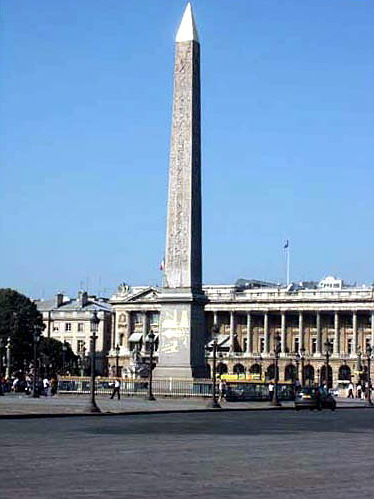
1836: Obelisk von Luxor

- 1836: In Paris wird der 23 m hohe Obelisk von Luxor aufgestellt, ein Geschenk des ägyptischen Herrschers Muhammad Ali Pascha an den französischen König Louis Philippe.
- 1853: In München wird die Neue Pinakothek als Museum für zeitgenössische Malerei eröffnet.
- 1885: Johannes Brahms’ 4. Sinfonie wird von der Meininger Hofkapelle uraufgeführt.
- 1912: Die Oper Ariadne auf Naxos von Richard Strauss mit dem Libretto von Hugo von Hofmannsthal wird im Kleinen Haus des Hoftheaters Stuttgart uraufgeführt.
- 1913: Am Wiener Carltheater wird die Operette Polenblut von Oskar Nedbal mit dem Libretto von Leo Stein nach einer Erzählung von Alexander Sergejewitsch Puschkin uraufgeführt.
- 1947: Am Kungliga Teatern in Stockholm findet die Uraufführung der Oper Genoveva von Natanael Berg statt.
- 1962: Die Uraufführung der Oper L'opéra d'Aran (Die Oper von der Insel Aran) von Gilbert Bécaud erfolgt in Paris.
- 1979: Der amerikanisch-britische Science-Fiction-Horrorfilm Alien – Das unheimliche Wesen aus einer fremden Welt startet in den deutschen Kinos.
- 1983: Udo Lindenberg darf bei einem Rockkonzert im Berliner Palast der Republik auftreten. Den – wie sich später zeigen sollte – einzigen Auftritt in der DDR hat sein Hit Sonderzug nach Pankow ausgelöst, in dem der Sänger ironisch an Staatschef Erich Honecker appelliert.
- 2000: Das Mahnmal für die österreichischen jüdischen Opfer der Schoah am Wiener Judenplatz wird enthüllt.
- 2006: Das erste Konzert zum Nationalfeiertag findet in Wien statt.
- 2016: Für seinen satirischen Roman The Sellout erhält Paul Beatty als erster US-amerikanischer Schriftsteller den britischen Man Booker Prize.

### Religion
- 1241: Coelestin IV. wird als Nachfolger von Gregor IX. zum Papst gewählt.
- 1887: Zwanzig Priester gründen den Münchner Katechetenverein, der zur Keimzelle für den Deutschen Katecheten-Verein werden sollte.
- 1905: Der Protestantische Bund von Frankreich entsteht, in dem die wichtigsten protestantischen Konfessionen vertreten sind.

### Katastrophen
- 1918: Das kanadische Dampfschiff Princess Sophia strandet auf einem Riff vor Alaska und kentert. Alle 343 Menschen an Bord sterben.
- 1927: Der italienische Luxusdampfer Principessa Mafalda verliert vor Porto Seguro (Brasilien) ein Gehäuseteil der Steuerbordwelle und geht unter, 312 Menschen kommen ums Leben.
- 1998: Der Holzfrachter Pallas läuft vor Amrum auf Grund und sorgt für die bisher stärkste Verschmutzung der deutschen Nordseeküste.

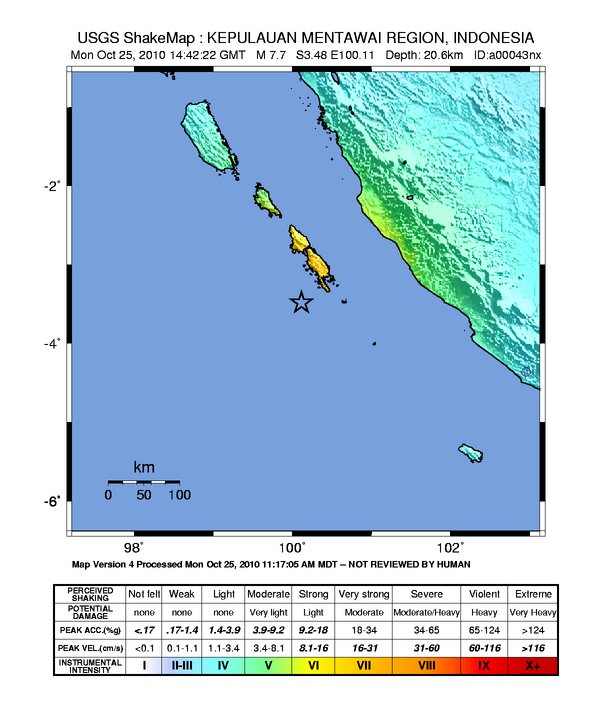
Karte des Erdbebens 2010

- 2010: Durch ein Erdbeben vor Sumatra und einen darauf folgenden Tsunami, der die Mentawai-Inseln trifft, kommen mehr als 400 Menschen ums Leben.

Kleinere Unglücksfälle sind in den Unterartikeln von Katastrophe und in der Liste von Katastrophen aufgeführt.

### Sport
- 1990: Evander Holyfield gewinnt seinen Boxkampf gegen James „Buster“ Douglas im Mirage in Las Vegas durch K.O. und wird damit Weltmeister im Schwergewicht.
- 2003: Der Fußballverein Benfica Lissabon nimmt seine neue Sportarena Estádio da Luz in Betrieb.
- 2020: Lewis Hamilton gewinnt beim Großen Preis von Portugal seinen 92. Grand Prix und überbietet damit den bisherigen Rekord von Michael Schumacher.

Einträge von Leichtathletik-Weltrekorden befinden sich unter der jeweiligen Disziplin unter Leichtathletik.

## Geboren

### Vor dem 18. Jahrhundert
- 1102: Wilhelm I. Clito, Herzog der Normandie und Graf von Flandern
- 1330: Ludwig II., Graf von Flandern
- 1442: Anna von Lichtenberg, Erbtochter der Herrschaft Lichtenberg, Gräfin von Hanau-Lichtenberg
- 1510: Renée de France, Herzogin von Ferrara, Modena und Reggio
- 1531: Matthias Wesenbeck, flämischer Jurist
- 1558: Johann Georg Agricola, deutscher Mediziner
- 1558: Eva Christina, Prinzessin von Württemberg-Mömpelgard
- 1574: François d’Escoubleau de Sourdis, französischer Erzbischof und Kardinal
- 1592: Cornelis Bicker, Regent und Bürgermeister von Amsterdam
- 1643: Georg Ludwig Agricola, deutscher Musiker
- 1664: Friedrich Girtanner, Bürgermeister von St. Gallen und Tagsatzungsgesandter
- 1669: Martin Chladni, ungarischer Theologe
- 1675: Johann Benedict Carpzov III., deutscher Historiker, Jurist und Bürgermeister von Zittau
- 1692: Elisabetta Farnese, Königin von Spanien

### 18. Jahrhundert

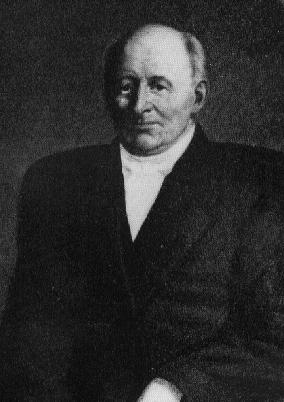
Samuel Heinrich Schwabe (* 1789)

- 1702: Christoph II. von Dohna-Schlodien, preußischer General
- 1709: Georg Gebel der Jüngere, deutscher Komponist
- 1713: Marie-Jeanne Riccoboni, französische Schauspielerin und Schriftstellerin
- 1714: James Burnett, Lord Monboddo, schottischer Advokat und Literat
- 1714: Johann Reindl, österreichischer Bildhauer
- 1718: Reinhold Rücker Angerstein, schwedischer Metallurg, Beamter und Unternehmer
- 1743: Friedrich Karl August, Fürst von Waldeck
- 1744: Daniel Berger, deutscher Kupferstecher
- 1754: Bartolomeo Gerolamo Gradenigo, italienischer Politiker, Bürgermeister von Venedig
- 1754: Richard Howell, US-amerikanischer Politiker
- 1755: François-Joseph Lefebvre, Marschall von Frankreich
- 1757: Karl Freiherr vom und zum Stein, preußischer Reformer
- 1759: Sophie Dorothee von Württemberg, russische Zarin (Maria Fjodorowna)
- 1759: William Wyndham Grenville, britischer Politiker und Premierminister
- 1767: Benjamin Constant, Schweizer frankophoner Schriftsteller, Politiker und Staatstheoretiker
- 1768: Friedrich Wilhelm, Fürst von Nassau-Weilburg
- 1772: Géraud-Christophe-Michel Duroc, französischer General und Diplomat
- 1772: Victoire de Donnissan de La Rochejaquelein, französische Adlige und Chronistin
- 1773: Claude Charles Aubry de La Boucharderie, französischer Divisionsgeneral
- 1785: Enrico Acerbi, italienischer Mediziner
- 1786: Jules-Maurice Quesnel, kanadischer Entdeckungsreisender, Geschäftsmann und Politiker
- 1789: Samuel Heinrich Schwabe, deutscher Astronom
- 1790: Robert Stirling, britischer Priester und Ingenieur
- 1792: Jeanne Jugan, französische Ordensschwester
- 1793: Jean Massin, französischer Komponist
- 1797: Johann Weißheimer II., deutscher Politiker und Chronist

### 19. Jahrhundert

#### 1801–1850

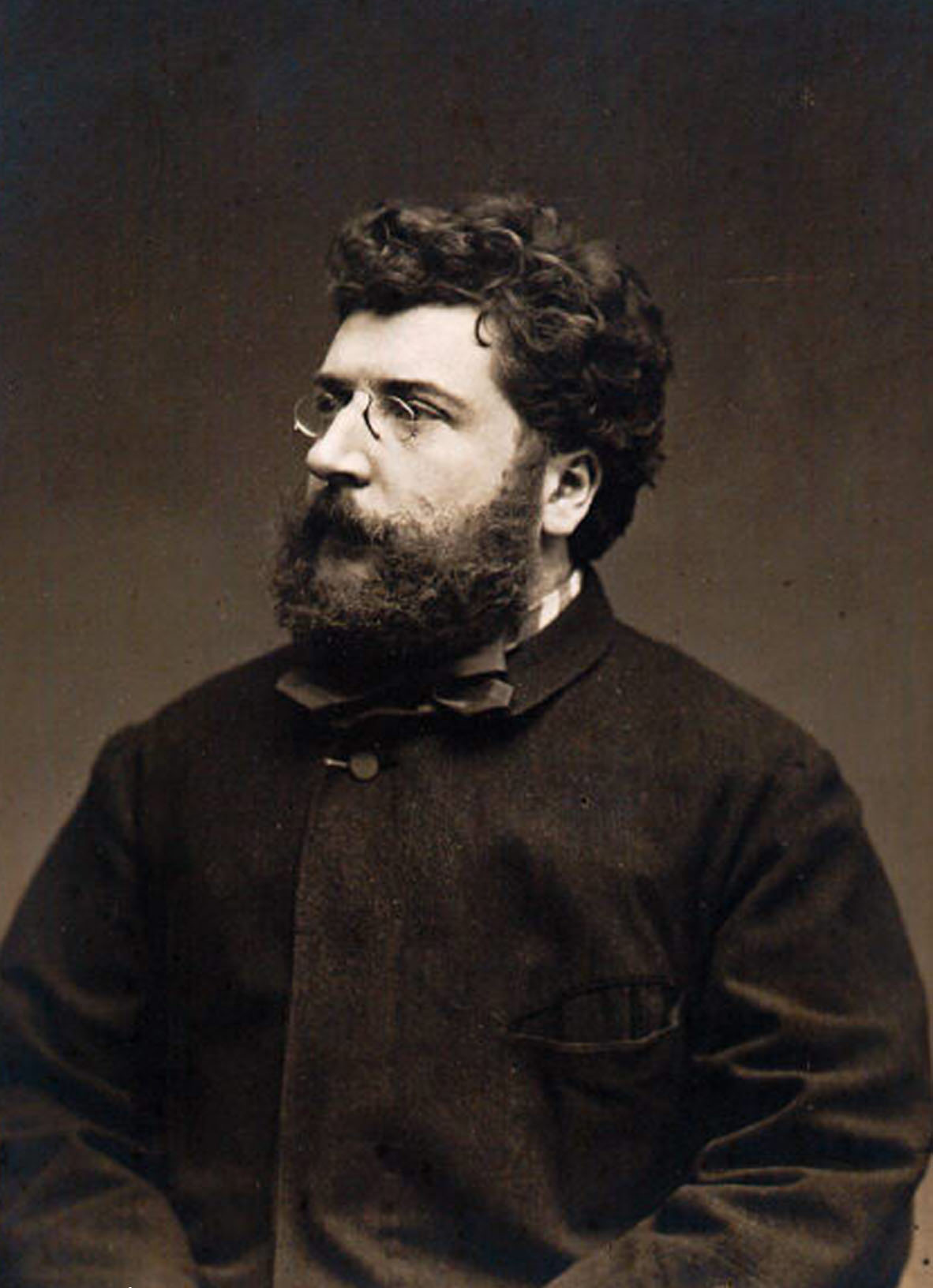
Georges Bizet (* 1838)

- 1802: Richard Parkes Bonington, britischer Maler
- 1805: Friedrich Wilhelm Arming, österreichischer Mediziner und Schriftsteller
- 1806: Max Stirner, deutscher Philosoph
- 1809: Emil Herzog, deutscher Mediziner und Chronist
- 1811: Évariste Galois, französischer Mathematiker
- 1812: Franz Heinrich Kleinschmidt, deutscher evangelischer Missionar
- 1813: Henry Smart, britischer Organist und Komponist
- 1814: Louis d’Orléans, duc de Nemours, französischer General
- 1816: Johann Georg Fischer, deutscher Lyriker und Dramatiker
- 1821: Antonio Ciseri, italienischer Maler
- 1825: Johann Strauss (Sohn), österreichischer Komponist
- 1827: Alexander Büchner, deutsch-französischer Literaturwissenschaftler
- 1827: Marcelin Berthelot, französischer Chemiker und Politiker
- 1837: Josep Berga i Boix, katalanischer Maler, Kunstpädagoge und Schriftsteller
- 1838: Georges Bizet, französischer Komponist
- 1839ː Minna Peschka-Leutner, deutsche Sopranistin
- 1847: Archibald Clavering Gunter, US-amerikanischer Schriftsteller
- 1847: Karl Alfred Lanz, Schweizer Maler und Bildhauer
- 1848: Karl Emil Franzos, österreichischer Schriftsteller

#### 1851–1900
- 1856: Paul d’Ivoi, französischer Schriftsteller
- 1858: Johann Gottlieb von Langen, deutscher Industrieller
- 1858: Edward Piekarski, polnisch-sowjetischer Linguist und Ethnograph
- 1864: Alexander Tichonowitsch Gretschaninow, russischer Komponist
- 1865: Walter Leistikow, deutscher Maler
- 1867: Józef Dowbor-Muśnicki, polnischer General
- 1872: Alexander Hardcastle, britischer Marinekapitän und Amateurarchäologe
- 1872: Franc-Nohain, französischer Schriftsteller und Librettist
- 1874: Bertha Louise von Hessen-Philippsthal-Barchfeld, deutsche Adlige aus dem Haus Hessen und durch Heirat Fürstin im Fürstentum Lippe
- 1875: Paul Korff, deutscher Baumeister und Architekt
- 1877: Henry Norris Russell, US-amerikanischer Astronom
- 1879: William Law Anderson, schottisch-amerikanischer Profigolfer
- 1879: Fritz Haarmann, deutscher Serienmörder
- 1879: Alfred Käser, Schweizer Evangelist
- 1879: Stepan Grigorjewitsch Pissachow, russischer Maler und Schriftsteller

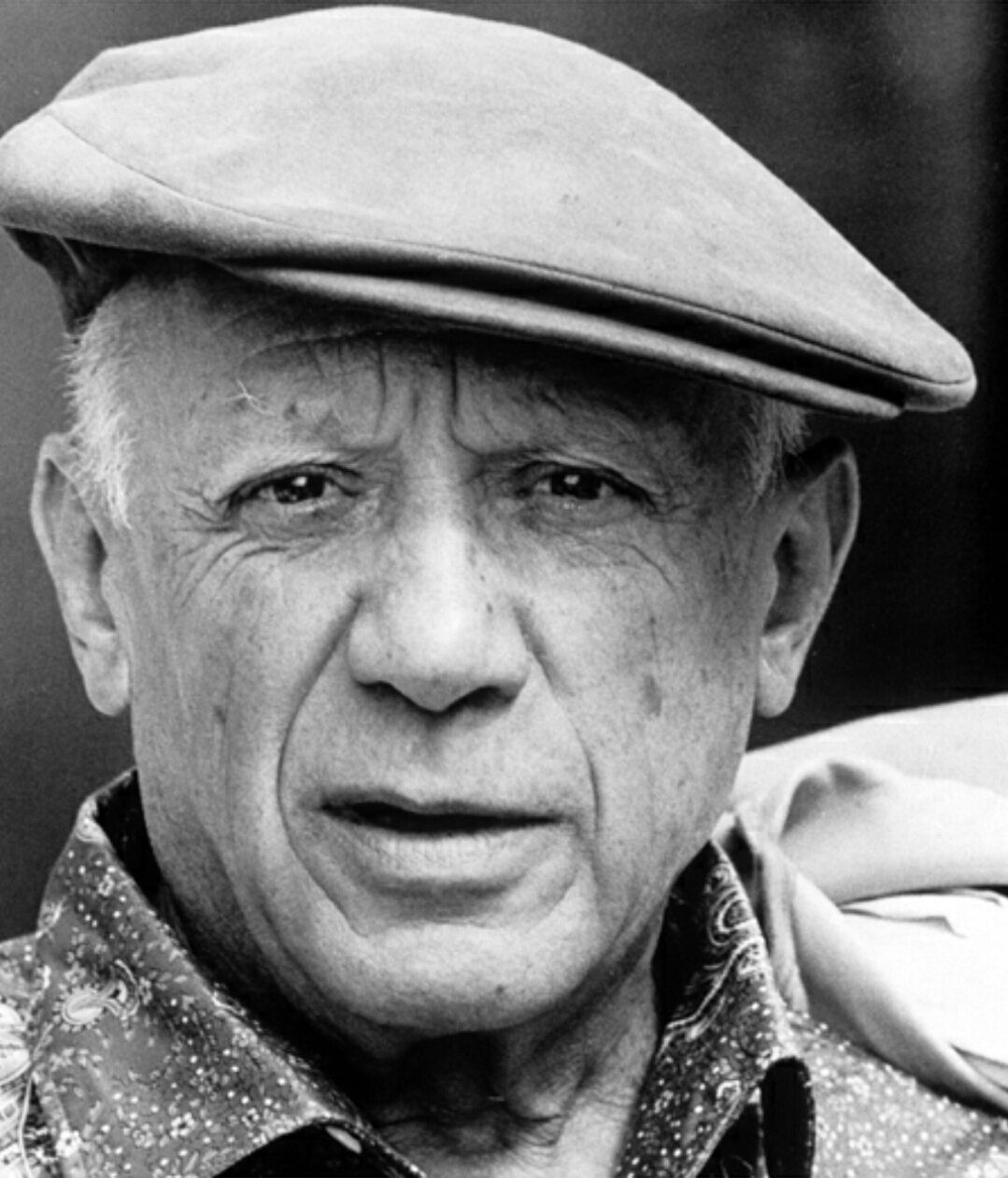
Pablo Picasso (* 1881)

- 1881: Pablo Picasso, spanischer Maler, Grafiker und Bildhauer
- 1881 Emmy Vosen, deutsche Schneiderin und Modistin jüdischen Glaubens, Opfer des Holocaust
- 1882: Florence Easton, englische Sopranistin
- 1883: Alexander Jegorow, Militärführer der Roten Armee im Russischen Bürgerkrieg und Marschall der Sowjetunion
- 1883: Rosa Neuwirth, österreichische Keramikerin
- 1886: Nikola Atanassow, bulgarischer Komponist
- 1886: Leo G. Carroll, englischer Schauspieler
- 1887: Willem Christiaan Nicolaas Andriessen, niederländischer Komponist und Musiker
- 1887: Radaslau Astrouski, weißrussischer Politiker und Aktivist
- 1888: Richard Evelyn Byrd, US-amerikanischer Polarforscher
- 1888: Marek Weber, deutscher Violinist und Orchesterleiter
- 1889: Peter Etzenbach, deutscher Politiker, MdB
- 1889: Abel Gance, französischer Filmregisseur
- 1891: Bernhard Lohmüller, deutscher Politiker, MdL, MdB
- 1894: Wolfgang Jacobi, deutscher Komponist
- 1895: Levi Eschkol, israelischer Politiker
- 1896: Clara Asscher-Pinkhof, niederländische Pädagogin und Schriftstellerin
- 1897: Erwin von Lahousen, österreichischer Offizier im Nachrichtendienst, Widerstandskämpfer, Kronzeuge im Nürnberger Hauptkriegsverbrecherprozess
- 1898: Karl Anton, tschechischer Filmregisseur, Drehbuchautor und Filmproduzent
- 1900: Hans Klotz, deutscher Kirchenmusiker und Organologe

### 20. Jahrhundert

#### 1901–1925
- 1901: Ike Mahoney, US-amerikanischer American-Football-Spieler
- 1902: Alfred E. Driscoll, US-amerikanischer Politiker
- 1902: Grigol Kiladse, georgischer Komponist, Dirigent und Hochschullehrer
- 1904: Cemal Reşid Rey, türkischer Komponist
- 1904: Meta Scheele, deutsche Romanschriftstellerin und Historikerin
- 1905: Richard Paquier, Schweizer evangelischer Geistlicher
- 1909: Dieter Borsche, deutscher Schauspieler
- 1910: Wilhelm Brinkmann, deutscher Feldhandballspieler
- 1910: Ernesto Epstein, argentinischer Pianist, Musikwissenschaftler und -pädagoge
- 1911: Roelof Frankot, niederländischer Künstler
- 1912: Josef Angermann, österreichischer Schriftsetzer und Kommunist
- 1912: Abdelkader Ben Bouali, algerischer Fußballspieler
- 1912: Alfred Klingler, deutscher Feldhandballspieler
- 1913: Klaus Barbie, deutscher Nationalsozialist und Kriegsverbrecher (Schlächter von Lyon)
- 1913: Ruth Dirx, deutsche Autorin
- 1914: Warren Arthur Ambrose, US-amerikanischer Mathematiker
- 1914: Max Eckard, deutscher Schauspieler
- 1915: Adalbert Tägtmeyer, deutscher General
- 1916: Noel Gilroy Annan, britischer Nachrichtendienstoffizier
- 1917: Mary Elliott, US-amerikanische Schauspielerin
- 1918: David Paul Ausubel, US-amerikanischer Pädagoge, Lerntheoretiker und Hochschullehrer
- 1918: Chubby Jackson, US-amerikanischer Jazzbassist
- 1919: Bruno Heinrich Schubert, deutscher Unternehmer, Konsul und Mäzen
- 1919: Beate Uhse, deutsche Pilotin und Unternehmerin
- 1920: Sultan Amet-Chan, sowjetischer Pilot
- 1920: Anatoli Grigorjewitsch Jegorow, russischer Philosoph
- 1921: Michael I, letzter König Rumäniens
- 1923: Achille Silvestrini, italienischer Kardinal der römisch-katholischen Kirche
- 1924: Helen Balmer, Schweizer Bildhauerin
- 1924: Earl C. Palmer, US-amerikanischer Rhythm-and-Blues- und Rock-’n’-Roll-Schlagzeuger
- 1925: Klaus Friedrich Roth, britischer Mathematikprofessor

#### 1926–1950
- 1926: Jimmy Heath, US-amerikanischer Komponist
- 1926: Galina Pawlowna Wischnewskaja, russische Sopranistin
- 1927: Jorge Batlle, uruguayischer Staatspräsident
- 1928: Wolfgang Eger, deutscher Historiker und Autor
- 1928: Essien Udosen Essien-Udom, nigerianischer Politologe und Soziologe
- 1928: Peter Naur, dänischer Informatiker
- 1929: Claude Rouer, französischer Radrennfahrer
- 1929: Peter Rühmkorf, deutscher Lyriker, Schriftsteller und Essayist
- 1930: Harold Brodkey, US-amerikanischer Schriftsteller
- 1930: Werner Lutz, Schweizer Schriftsteller, Maler und Grafiker
- 1930: Horst Aloysius Massing, deutscher Arzt, Fachjournalist und Kommunalpolitiker
- 1930: Werner Wittig, deutscher Maler, Holzstecher und Druckgrafiker
- 1931: Annie Girardot, französische Schauspielerin
- 1931: Klaus Hasselmann, deutscher Klimaforscher, Meteorologe und Ozeanologe, Nobelpreisträger
- 1932: Marc Boreux, luxemburgischer Fußballspieler
- 1932ː Carol Laderman, US-amerikanische Medizinanthropologin und Hochschullehrerin
- 1932: Jerzy Pawłowski, polnischer Fechter, Olympiasieger
- 1932: Mary Schneider, australische Sängerin
- 1933: René Brodmann, Schweizer Fußballspieler und -trainer
- 1933: Eberhard Esche, deutscher Schauspieler
- 1935: John Annus, lettisch-US-amerikanischer Maler und Fotograf
- 1935: Hannelore Raepke, deutsche Leichtathletin
- 1936: Joaquín Pérez, mexikanischer Reiter
- 1937: Jeanne Black,  US-amerikanische Country-Sängerin
- 1937: Julian Schutting, österreichischer Dichter
- 1938: Basile Georges Casmoussa, irakischer katholischer Erzbischof
- 1938: Vija Celmins, US-amerikanische Zeichnerin, Grafikerin und Malerin
- 1938: Claude Minière, französischer Lyriker und Essayist
- 1938: Manfred Sorg, deutscher Theologe
- 1939: Robert Cogoi, belgischer Sänger
- 1939: Gabriele Iwersen, deutsche Politikerin, MdB
- 1939: Dave Simmonds, britischer Motorradrennfahrer
- 1941: Helen Reddy, australische Sängerin und Filmschauspielerin
- 1941: Anne Tyler, US-amerikanische Schriftstellerin
- 1942: Max Barandun, Schweizer Leichtathlet
- 1944: Jon Anderson, britischer Sänger (Yes)
- 1944: Taffy Nivert, US-amerikanische Songschreiberin und Sängerin
- 1945: Wolfgang Kopp, deutscher Brigadegeneral
- 1945: Mónica Lista, deutsche Malerin und Objektkünstlerin
- 1945: Bruno Piazzalunga, italienischer Skirennläufer
- 1946: Stephan Remmler, deutscher Sänger und Songschreiber (Trio)
- 1946: Wolfgang Rümmele, österreichischer Politiker
- 1947: Brigitte Asdonk, deutsche Terroristin
- 1947: Thomas Natschinski, deutscher Komponist und Sänger
- 1947: Glenn Tipton, britischer Rockgitarrist (Judas Priest)
- 1948: César Amaro, uruguayischer Gitarrist
- 1949: Christian Becksvoort, US-amerikanischer Möbeltischler und Autor
- 1949: Nikolaus Brass, deutscher Komponist
- 1950: Karl-Peter Naumann, deutscher Verbandsfunktionär
- 1950: Chris Norman, britischer Musiker und Songschreiber

#### 1951–1975
- 1951: Hans-Georg Aschenbach, deutscher Skispringer
- 1953: Adelbert von Deyen, deutscher Musiker, Komponist, Maler und Grafiker
- 1953: Corina Dietz, deutsche Filmeditorin
- 1954: Mike Eruzione, US-amerikanischer Eishockeyspieler
- 1954: Hannes Hellmann, deutscher Schauspieler und Sprecher
- 1955: Robin Eubanks, US-amerikanischer Jazzposaunist
- 1955: Matthias Jabs, deutscher Rockmusiker (Scorpions)
- 1955: Peter Jecklin, Schweizer Schauspieler
- 1955: Peter Nocke, deutscher Schwimmer
- 1956: Bernard Harvey, jamaikanischer Pianist, Keyboarder und Organist
- 1957: Harry Arroyo, US-amerikanischer Boxer
- 1957: Dhruba Ghosh, indischer Sarangispieler
- 1957: Robbie McIntosh, britischer Rockgitarrist
- 1957: Robert Treutel, deutscher Moderator und Komiker
- 1958: Phil Daniels, britischer Schauspieler
- 1958: Kornelia Ender, deutsche Schwimmerin
- 1958: Peter Untucht, deutscher Autor
- 1959: Chrissy Amphlett, australische Sängerin, Songwriterin und Schauspielerin
- 1960: Maria de Alvear, spanische Komponistin
- 1960: Elias Nassar, libanesischer Bischof
- 1961: Franck Amsallem, französischer Jazz-Pianist und Komponist
- 1961: Tom Liwa, deutscher Sänger und Songschreiber
- 1961: Chad Smith, US-amerikanischer Schlagzeuger
- 1962: Martin Haase, deutscher Romanist und Linguist
- 1962: Frank-Immo Zichner, deutscher Konzertpianist und Kammermusiker
- 1963: John Levén, schwedischer Musiker
- 1963: Mike Müller, Schweizer Schauspieler, Kabarettist und Late-Night-Show Moderator
- 1963: Stina Rautelin, finnlandschwedische Schauspielerin
- 1964: Nicole Hohloch, deutsche Sängerin
- 1965: Mathieu Amalric, französischer Schauspieler und Regisseur
- 1965: Dominique Herr, Schweizer Fußballspieler
- 1965: Nils Koppruch, deutscher Musiker und freischaffender Künstler
- 1965: Rainer Strecker, deutscher Schauspieler
- 1968: Gülşen Degener, türkisch-deutsche Karambolagespielerin
- 1968: Doris Fitschen, deutsche Fußballspielerin
- 1968: Silke Hamacher, deutsche Duathletin und Triathletin
- 1968: Jannik Inselkammer, deutscher Unternehmer
- 1968: Dirk Müller, deutscher Börsenmakler und Buchautor
- 1969: Tanja Pommerening, deutsche Ägyptologin und Wissenschaftshistorikerin
- 1969: Oleg Salenko, russischer Fußballspieler
- 1969: Ilham Tohti, chinesischer Wirtschaftswissenschaftler, Hochschullehrer und Regimekritiker aus der Ethnie der Uiguren
- 1970: Peter Aerts, niederländischer Kampfsportler
- 1971: Jakob Hein, deutscher Arzt und Autor
- 1971: Kay-Uwe Jendrossek, deutscher Fußballspieler
- 1971: Stefan Puntigam, österreichischer Schauspieler, Sprecher und Regisseur
- 1972: Dario Andriotto, italienischer Radrennfahrer
- 1974: Daniel Aichinger, deutscher Schauspieler
- 1975: Antony Starr, neuseeländischer Schauspieler

#### 1976–2000
- 1976: Ahmad ad-Duchi, saudi-arabischer Fußballspieler
- 1976: DJ Dean, deutscher Hard-Trance-DJ
- 1976: Julia Malik, deutsche Schauspielerin
- 1977: Bodipo, spanisch-äquatorialguineischer Fußballspieler
- 1977: Birgit Prinz, deutsche Fußballspielerin, Weltfußballerin
- 1977: Pascal Renfer, Schweizer Fußballspieler
- 1978: Young-hak An, nordkoreanischer Fußballspieler
- 1978: Nadja Becker, deutsche Schauspielerin
- 1978: Zachary Knighton, US-amerikanischer Schauspieler
- 1978: Dino Lunardi, französischer Autorennfahrer
- 1978: Daniela Vogt, deutsche Handballspielerin
- 1980: Mehcad Brooks, US-amerikanischer Schauspieler
- 1980: Nikolai Weber, deutscher Handballspieler
- 1981: Josh Henderson, US-amerikanischer Schauspieler und Sänger
- 1981: Hiroshi Aoyama, japanischer Motorradrennfahrer
- 1981: Jennifer Ann Gerber, Schweizer Model und Moderatorin, Miss Schweiz 2001
- 1981: Shaun Wright-Phillips, englischer Fußballspieler
- 1982: Victoria Francés, spanische Künstlerin

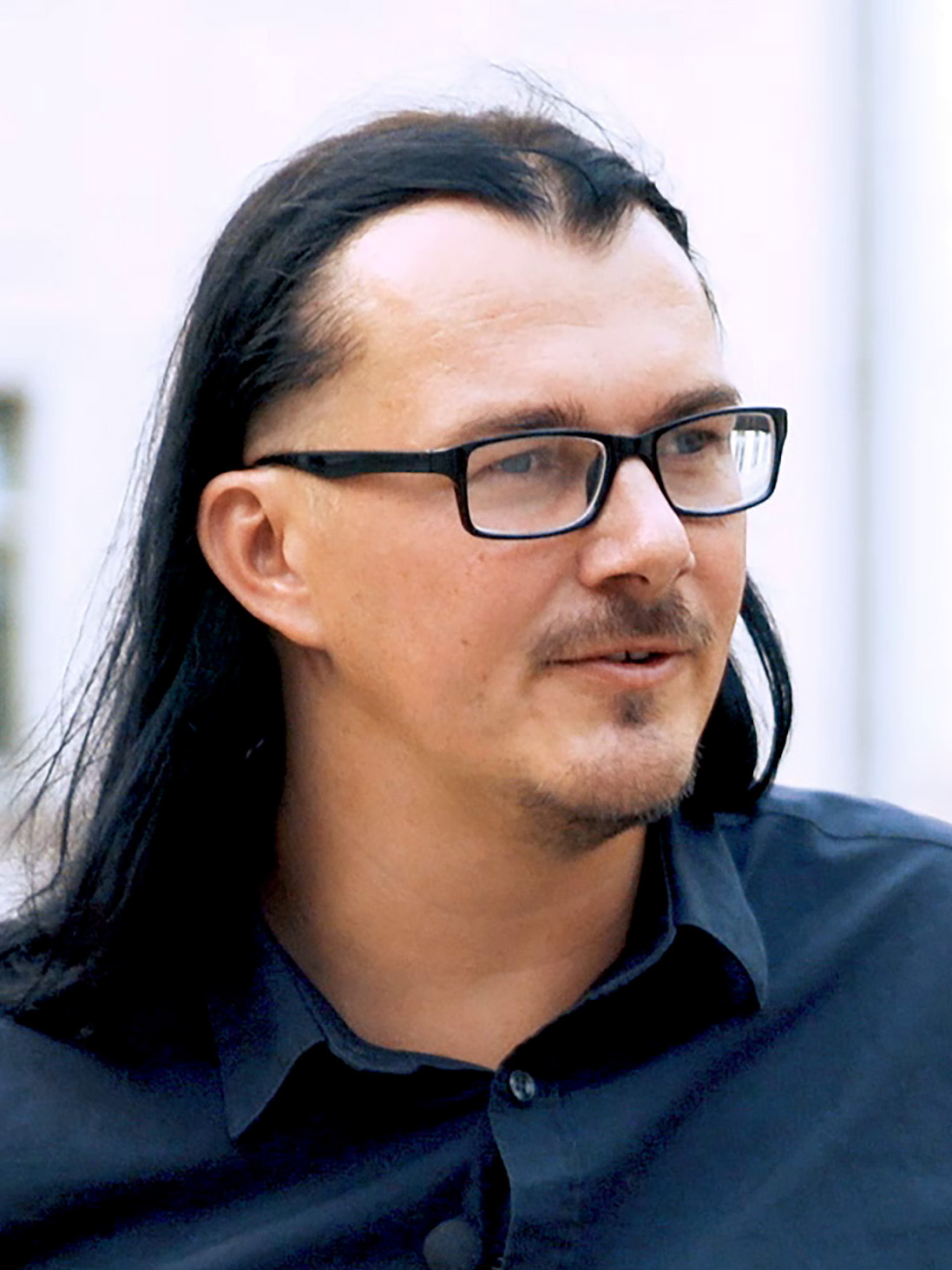
Martin Höfer

- 1982: Martin Höfer, deutscher Konzept- und Medienkünstler
- 1983: François Hériau, französischer Autorennfahrer
- 1984: Federico Martín Higuaín, argentinischer Fußballspieler

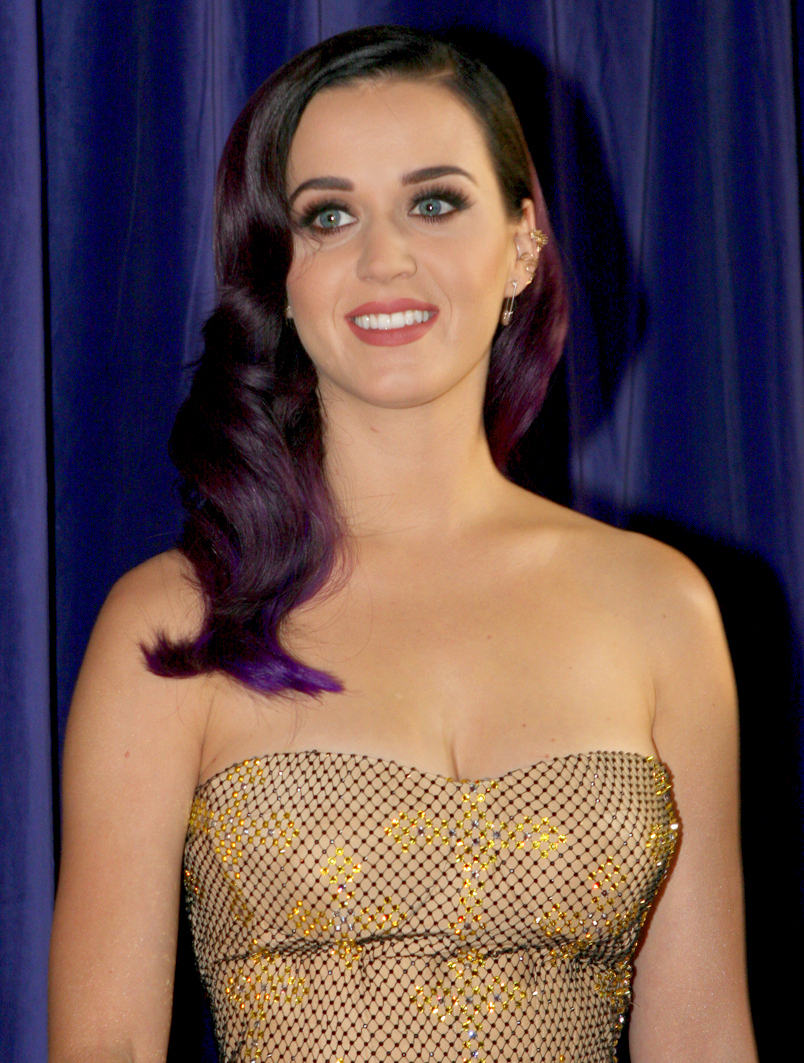
Katy Perry (* 1984)

- 1984: Katy Perry, US-amerikanische Sängerin
- 1985: Ciara, US-amerikanische R&B-Sängerin
- 1985: Eddie Gaven, US-amerikanischer Fußballspieler
- 1985: Michael Liendl, österreichischer Fußballspieler
- 1986: Kristian Sarkies, australischer Fußballspieler
- 1987: Black Angelika, rumänische Pornodarstellerin
- 1987: Darron Gibson, irischer Fußballspieler

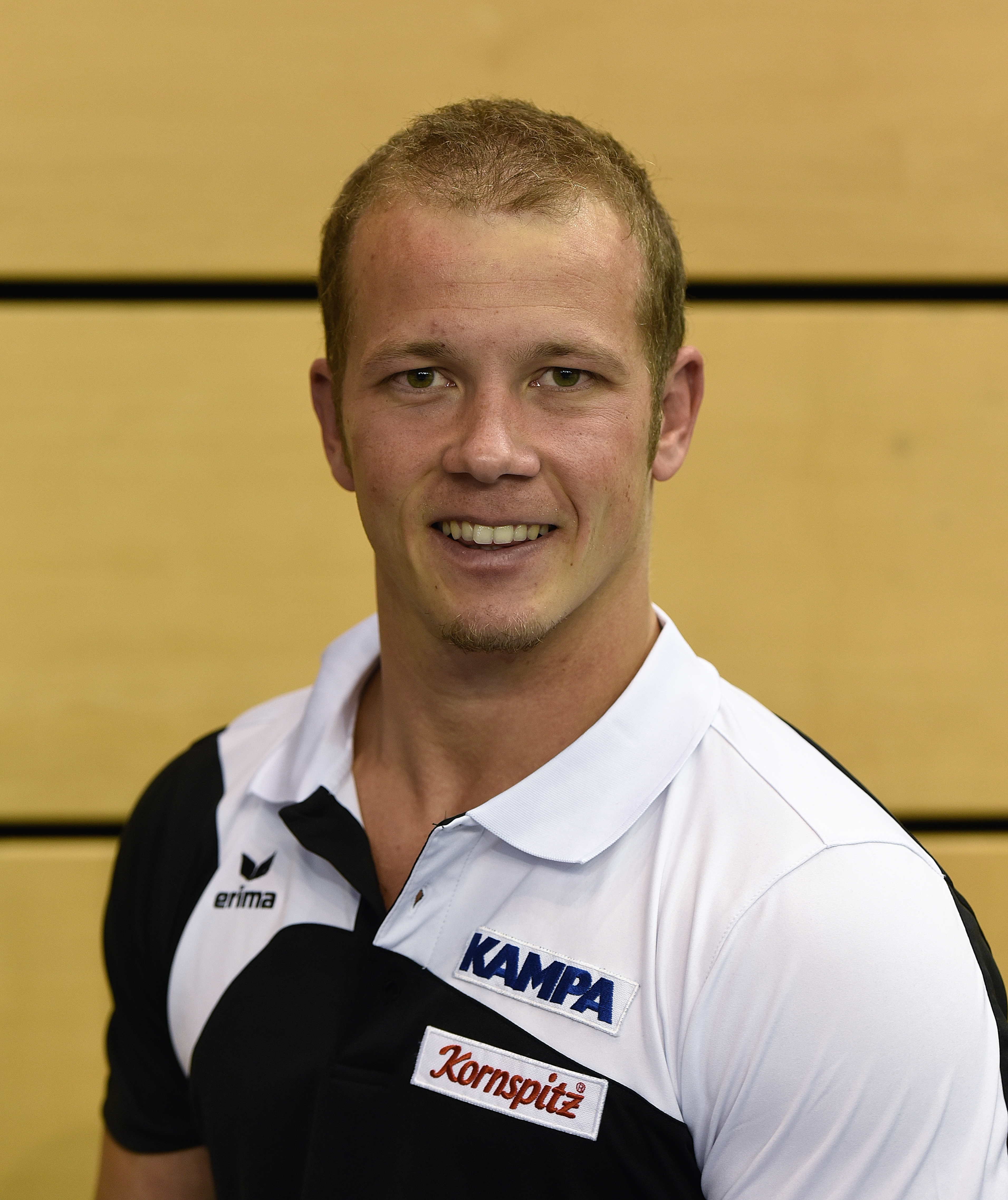
Fabian Hambüchen (* 1987)

- 1987: Fabian Hambüchen, deutscher Kunstturner
- 1988: Tommy Schwimmer, deutscher Schauspieler
- 1988: Chandler Parsons, US-amerikanischer Basketballspieler
- 1990: Wayne Boyd, britischer Rennfahrer
- 1990: Mattia Cattaneo, italienischer Radrennfahrer
- 1990: Cléa Gaultier, französische Pornodarstellerin und Erotikmodel
- 1990: Mitar Markez, serbischer Handballspieler
- 1990: Ulrich Siegmund, deutscher Politiker
- 1991: Michael Salzer, deutscher Bobfahrer und Leichtathlet
- 1991: Manuel Schönhuber, deutscher Fußballspieler
- 1994: Jefferson Lerma, kolumbianischer Fußballspieler
- 1995: Conchita Campbell, kanadische Schauspielerin
- 1996: Lara Casanova, Schweizer Snowboarderin
- 1997: Federico Chiesa, italienischer Fußballspieler
- 2000: Dominik Szoboszlai, ungarischer Fußballspieler

### 21. Jahrhundert
- 2001: Elisabeth von Belgien, belgische Thronfolgerin
- 2001: Marita Kramer, österreichische Skispringerin und Nordische Kombiniererin
- 2001: Uros Vasic, Schweizer Fußballspieler
- 2002: Johnny Sequoyah, US-amerikanische Schauspielerin und Model
- 2004: David Reinbacher, österreichischer Eishockeyspieler

## Gestorben

### Vor dem 15. Jahrhundert
- 0625: Bonifatius V., Papst
- 0912: Rudolf I., König von Hochburgund
- 0954: Friedrich, Erzbischof von Mainz
- 1047: Magnus I., König von Dänemark und Norwegen
- 1053: Enguerrand II., Graf von Ponthieu
- 1079: Landulf von Pisa, Bischof von Pisa
- 1131: Friedrich I. von Schwarzenburg, Erzbischof des Erzbistums Köln
- 1154: Stephan von Blois, König von England
- 1180: John von Salisbury, englischer Theologe
- 1200: Konrad I. von Wittelsbach, Erzbischof von Mainz
- 1230: Gilbert de Clare, 4. Earl of Hertford, englischer Magnat
- 1252: al-Hasan ibn Muhammad as-Saghānī, arabischer Hadith-Gelehrter und Lexikograph
- 1256: Thomas de Vipont, Bischof von Carlisle
- 1292: Robert Burnell, Lordkanzler von England und Bischof von Bath und Wells
- 1328: Jean de Cherchemont, Kanzler von Frankreich
- 1332: Hartung Münch, Bischof von Basel
- 1349: Jakob III., König von Mallorca, Graf von Cerdanya und Roussillon, Herr von Montpellier aus dem Haus Barcelona
- 1351: Johann V., Graf von Gützkow
- 1357: Mohammed ibn Dschuzayy, arabisch-andalusischer Gelehrter, Dichter und Historiker
- 1359: Beatrix von Kastilien, Königin von Portugal und Prinzessin von Kastilien

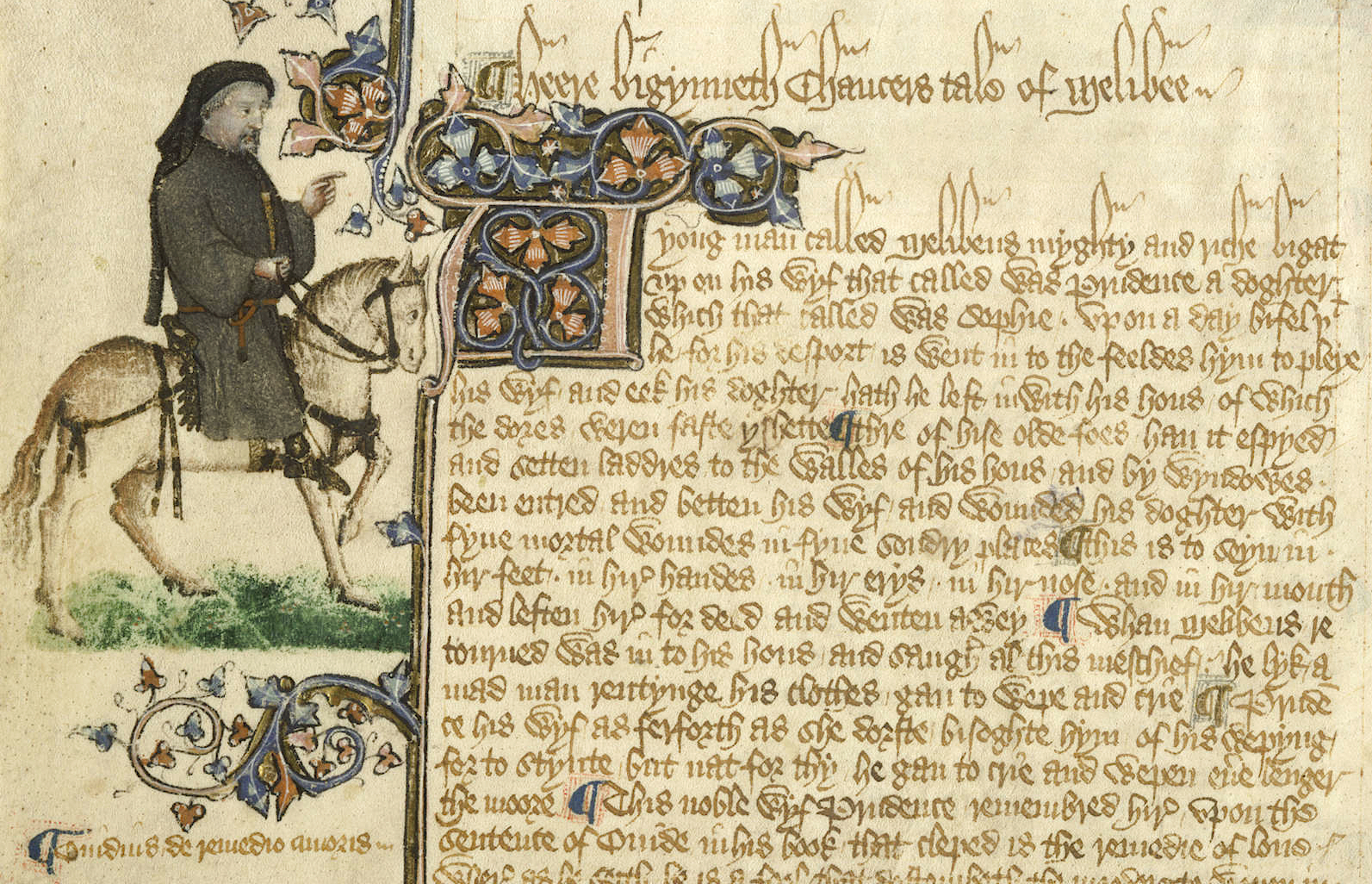
Geoffrey Chaucer († 1400)

- 1400: Geoffrey Chaucer, englischer Schriftsteller und Dichter, Verfasser der Canterbury Tales

### 15. bis 18. Jahrhundert
- 1415: Anton, Graf von Rethel, Herzog von Brabant und Herzog von Luxemburg
- 1415: Charles I. d’Albret, französischer Adeliger, Graf von Dreux
- 1415: Eduard III., französischer Adeliger, Herzog von Bar
- 1415: Edward of Norwich, englischer Adliger, 2. Herzog von York
- 1415: Jean IV. de Bueil, französischer Adeliger, Graf von Bueil-en-Touraine
- 1415: Jean de Montaigu, Bischof von Chartres und Erzbischof von Sens
- 1415: Johann I. von Valois, erster Herzog von Alençon
- 1415: Johann VI., französischer Adeliger, Graf von Roucy und Braine
- 1415: Michael de la Pole, englischer Adeliger, 3. Earl of Suffolk
- 1415: Philipp II. von Nevers, französischer Adeliger, Graf von Nevers
- 1415: Robert von Bar, französischer Adeliger, Graf von Soissons und Marle
- 1460: Luís Alimbrot, flämischer Maler
- 1478: Katarina Kosača-Kotromanić, Königin von Bosnien
- 1482: Peter II. von Luxemburg, Graf von Saint-Pol, Brienne, Marle und Soissons

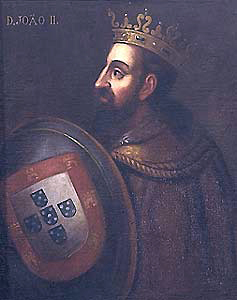
Johann II. († 1495)

- 1495: Johann II., König von Portugal
- 1545: Simon Schneeweiß, deutscher evangelischer Theologe und Reformator
- 1604: Claude de La Trémoille, Herzog von Thouars
- 1647: Evangelista Torricelli, italienischer Naturforscher, Erfinder des Barometers
- 1653: Théophraste Renaudot, französischer Arzt und Philanthrop
- 1667: Ernst Adalbert von Harrach, Erzbischof von Prag und Bischof von Trient
- 1676: Justus Georg Schottelius, deutscher Sprachgelehrter
- 1693: Theodor Heinrich von Strattmann, deutscher Diplomat und Reichskanzler unter Leopold I.
- 1702: Gerhard Schott, Hamburger Jurist und Ratsherr, Gründer und Leiter der Oper am Gänsemarkt
- 1714: Sébastien Le Clerc, Lothringer Radierer und Kupferstecher
- 1720: Nicolas de Fer, französischer Kartograf
- 1722: Raymund Ferdinand von Rabatta, Fürstbischof von Passau
- 1730: Johann Michael Rottmayr, Salzburger Barockmaler
- 1747: Ignaz Rohrbach, böhmisch-deutscher Bildhauer
- 1751: Namiki Sōsuke, japanischer Schriftsteller
- 1757: Anton Sturm, deutscher Bildhauer des Barock und Rokoko
- 1759: Johann Juncker, deutscher Mediziner
- 1760: Georg II., König von Großbritannien
- 1771: Christian Ernst zu Stolberg-Wernigerode, deutscher Politiker
- 1786: Friedrich Immanuel Schwarz, deutscher Theologe und Pädagoge
- 1795: Francesco Antonio Uttini, italienischer Komponist

### 19. Jahrhundert
- 1805: Albrecht Heinrich von Arnim, preußischer Justizminister
- 1805: Jacques Antoine Marie de Cazalès, französischer Politiker
- 1807: Christian von Zweybrücken, Offizier in französischen, preußischen und bayrischen Diensten
- 1809: Friedrich Ludwig Sigismund Balckow, preußischer Kriegs- und Domänenrat
- 1814: Anton Auer, deutscher Porzellanmaler
- 1818: Joseph Freiherr von Aichen, österreichischer Diplomat und Jurist
- 1822: Antal Csermák, ungarischer Komponist
- 1822: James Sowerby, britischer Naturforscher und Maler
- 1826: Hans Conrad von Orelli, Schweizer evangelischer Geistlicher und Hochschullehrer
- 1828: Christoph Wilhelm Friedrich Penzenkuffer, deutscher Geistlicher, Pädagoge und Sprachforscher
- 1833: Abbas Mirza, persischer Prinz und Militärführer
- 1839: Conrad Karl Friedrich von Andlau-Birseck, badischer Politiker
- 1842: Johann Joachim Bellermann, deutscher Theologe und Semitist

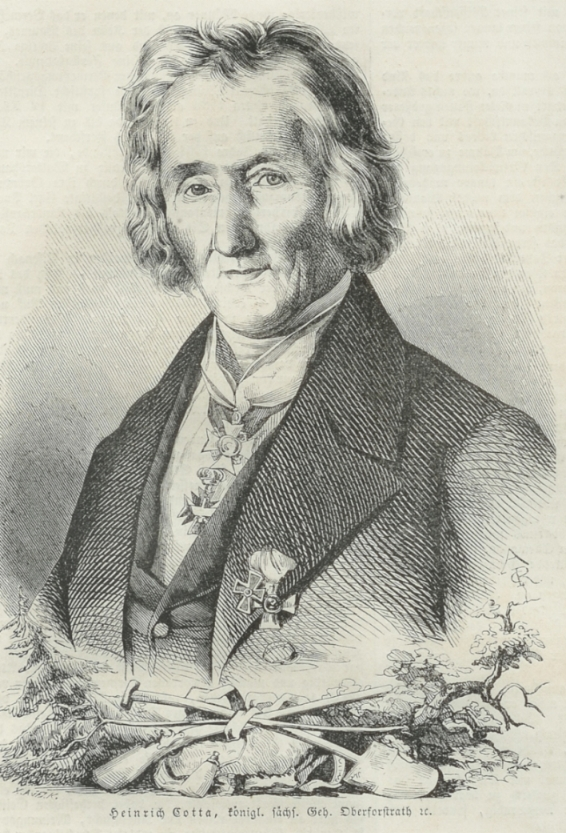
Heinrich Cotta († 1844)

- 1844: Heinrich Cotta, deutscher Forstwissenschaftler
- 1845: Carel Hendrik Verhuell, niederländisch-französischer Admiral und Diplomat
- 1860: Grizzly Adams, US-amerikanischer Tierfänger, Dompteur und Schausteller
- 1861: Gotthard Emanuel von Aderkas, deutsch-baltischer Diplomat und Verwaltungsbeamter
- 1861: Friedrich Carl von Savigny, deutscher Rechtsgelehrter und Kronsyndikus, Begründer der Historischen Rechtsschule

- 1871: Alexander Mendelssohn, deutscher Bankier
- 1878: Carl August Schwerdgeburth, deutscher Kupferstecher und Maler
- 1886: Wilhelm Christoph Adolf Schenck zu Schweinsberg, Kreisrat im Großherzogtum Hessen
- 1889: Émile Augier, französischer Dramatiker

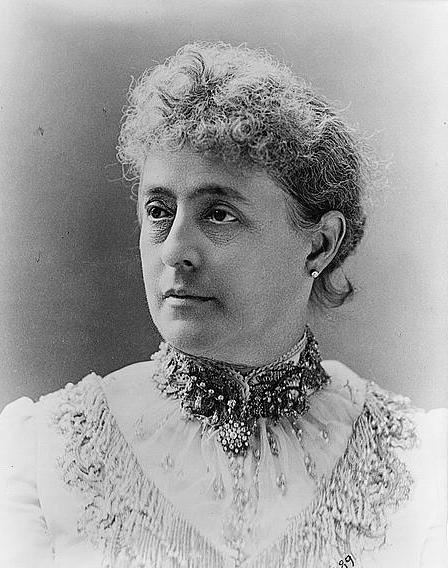
Caroline Harrison († 1892)

- 1892ː Caroline Harrison, US-amerikanische First Lady
- 1895: Ludwig Rütimeyer, Schweizer Zoologe, Anatom und Paläontologe
- 1895: Henri Ernest Moltzer, niederländischer Niederlandist und Literaturwissenschaftler
- 1896: Ernst Wenzel, deutscher Mediziner und Hochschullehrer
- 1900ː Emmy Türk, deutsche Autorin, Trägerin der Rote-Kreuz-Medaille

### 20. Jahrhundert

#### 1901–1950

Elise Bartels († 1925)

- 1902: Frank Norris, US-amerikanischer Schriftsteller
- 1903ː Jelisaweta Sergejewna Schaschina, russische Pianistin und Komponistin
- 1904: Teresa Milanollo, italienische Violinistin und Komponistin
- 1910: William Law Anderson, schottisch-amerikanischer Profigolfer
- 1910: Adolf Schwarz, österreich-ungarischer Schachmeister
- 1911: Édouard François André, französischer Gärtner, Gartengestalter und Botaniker
- 1916: William Merritt Chase, US-amerikanischer Künstler
- 1916: Giulio Cottrau, italienischer Komponist
- 1919: Eugène Ruffy, Schweizer Politiker
- 1920: Alexandros I., König von Griechenland
- 1921: Fritz Arnold, deutscher Maler
- 1925ː Elise Bartels, deutsche Politikerin (SPD), MdR
- 1926: Martin Samuel Kroch, deutsch-jüdischer Kaufmann und Bankier
- 1926: Charles M. Russell, US-amerikanischer Maler und Skulpteur, Illustrator und Schriftsteller
- 1928: Hirotsu Ryūrō, japanischer Schriftsteller
- 1933: Carl Blankenstein, deutscher Theaterschauspieler und Hörspielsprecher
- 1933: William John Bowser, kanadischer Politiker
- 1933: Albert Wangerin, deutscher Mathematiker
- 1938ː Julie Genthe, deutsche Bildhauerin und Medailleurin
- 1938: Paul Johner, Schweizer Schachspieler
- 1939: Maximilian Eugen Graf von Attems-Gilleis, österreichischer Reichsgraf
- 1941: Robert Delaunay, französischer Maler
- 1944: Zhang Yuejiao, chinesische Juristin und Mitglied des Appellate Body der Welthandelsorganisation
- 1945: Robert Ley, deutscher Chemiker und Politiker, Leiter der deutschen Arbeitsfront, angeklagter Hauptkriegsverbrecher
- 1946: Jules Mouquet, französischer Komponist

#### 1951–2000

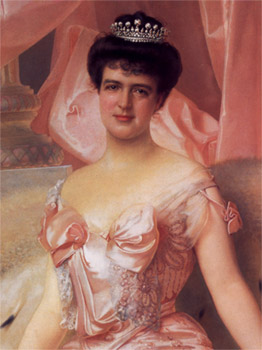
Amélie d’Orléans († 1951)

- 1951: Amélie d’Orléans, französische Prinzessin und letzte Königin Portugals
- 1952: Sergej Eduardowitsch Bortkiewicz, ukrainisch-österreichischer Komponist
- 1952: Vincenzo Lanfranchi, italienischer Radsportler, Motorradrennfahrer und Unternehmer
- 1955: Sadako Sasaki, japanische Schülerin, Opfer des Atombombenabwurfs von Hiroshima
- 1957: Albert Anastasia, US-amerikanischer Mafioso
- 1957: Edward Plunkett, 18. Baron Dunsany, irischer Schriftsteller
- 1957: Henry van de Velde, belgischer Architekt
- 1958: Josef Achmann, deutscher Maler und Grafiker
- 1959: Joseph Friedrich Abert, deutscher Historiker und Archivar
- 1961: Karl Wunderli, Schweizer Landwirt und Politiker
- 1962: Louis Grenville Abell, US-amerikanischer Ruderer
- 1963: Roger Désormière, französischer Dirigent und Komponist
- 1963: Abu-Bakr Khairat, ägyptischer Komponist
- 1965: Hans Knappertsbusch, deutscher Dirigent
- 1967: Heinrich Eduard Jacob, deutsch-US-amerikanischer Schriftsteller
- 1968: Rudolf Forster, österreichischer Schauspieler
- 1972: Johnny Mantz, US-amerikanischer Autorennfahrer
- 1973: Abebe Bikila, äthiopischer Marathonläufer
- 1973: Robert Scholl, deutscher Politiker, Vater von Hans und Sophie Scholl
- 1974: José López Alavez, mexikanischer Komponist
- 1976: Raymond Queneau, französischer Schriftsteller
- 1977: Inagaki Taruho, japanischer Schriftsteller
- 1980: Virgil Keel Fox, US-amerikanischer Organist
- 1980: Herb Stein, US-amerikanischer American-Football-Spieler
- 1981: Franz Grasberger, österreichischer Musikwissenschaftler
- 1982: Karl Bruckner, österreichischer Schriftsteller
- 1983: Hermann Ambrosius, deutscher Komponist und Musikpädagoge
- 1982: Werner Naumann, deutscher Staatssekretär, persönlicher Referent von Joseph Goebbels
- 1984: Pascale Ogier, französische Schauspielerin
- 1986: André Ratti, Schweizer Fernsehjournalist
- 1989: Mary McCarthy, US-amerikanische Schriftstellerin
- 1990: Werner Bergmann, deutscher Kameramann
- 1990: Major Holley, US-amerikanischer Jazzbassist
- 1990: Ruth Ann Reese, US-amerikanisch-norwegische Sängerin und Schriftstellerin
- 1991: Albert Baldauf, deutscher Politiker, MdB
- 1992: Roger Miller, US-amerikanischer Country-Sänger und Songwriter
- 1992: Vitautus Alphonsus „Vito“ Paulekas, US-amerikanischer Künstler und Lebenskünstler
- 1992: Richard Pousette-Dart, US-amerikanischer Maler
- 1993: Vincent Price, US-amerikanischer Schauspieler
- 1994: Gioacchino Attaguile, italienischer Politiker
- 1994: Karl-Heinz Metzner, deutscher Fußballspieler
- 1994: Mildred Natwick, US-amerikanische Schauspielerin
- 1995ː Susanne Faschon, deutsche Schriftstellerin
- 1995: Bernhard Heiliger, deutscher Bildhauer
- 1995: Jan Hoffman, polnischer Pianist und Musikpädagoge
- 1995: Viveca Lindfors, amerikanische Schauspielerin
- 1997: Virgilio Expósito, argentinischer Tangokomponist und Pianist
- 1997: Hans Löfflad, deutscher Politiker, MdB
- 1997: Mina Rees, US-amerikanische Mathematikerin
- 1998: Heinz Maegerlein, deutscher Sportjournalist
- 1998: Friedrich Türcke, deutscher Forstmann und Jagdwissenschaftler
- 1998: Hans Dieter Zeidler, deutscher Schauspieler
- 1999: Jean Mésange, französischer Autorennfahrer
- 1999: Payne Stewart, US-amerikanischer Golfspieler
- 2000: Günter Anlauf, deutscher Bildhauer und Grafiker
- 2000: Klara Hautmann-Kiss, österreichische Architektin, Bühnenbildnerin und Malerin
- 2000: Jeanne Lee, US-amerikanische Jazzsängerin

### 21. Jahrhundert
- 2001: Soraya Esfandiary Bakhtiari, Gattin von Schah Reza Pahlavi
- 2002: Annemie Fontana, Schweizer Künstlerin
- 2002: Richard Harris, irischer Schauspieler
- 2002: René Thom, französischer Professor für Mathematik
- 2003: Primo Angeli, italienischer Jazz- und Unterhaltungsmusiker
- 2003: Heinz Piontek, deutscher Schriftsteller
- 2003: Veikko Hakulinen, finnischer Skilangläufer, Olympiasieger, Weltmeister
- 2004: Brigitte Adler, deutsche Politikerin, MdL, MdB
- 2004: John Peel, britischer Radio-DJ
- 2006: Emilio Vedova, italienischer Maler
- 2007: Harvey Shapiro, US-amerikanischer Cellist und Musikpädagoge
- 2008: Gerard Damiano, US-amerikanischer Filmregisseur
- 2009: Camillo Cibin, italienischer Leibwächter, Leiter der vatikanischen Sicherheitskräfte
- 2010: Hans Arnold, schweizerisch-schwedischer Animator und Illustrator
- 2010: Gregory Isaacs, jamaikanischer Sänger und Musiker
- 2010: Andrzej Tomaszewski, polnischer Kunsthistoriker, Denkmalpfleger und Architekt
- 2012: Claudette Charbonneau-Tissot, kanadische Schriftstellerin
- 2012: Emanuel Steward, US-amerikanischer Boxtrainer
- 2013: Katharina von Arx, schweizerische Schriftstellerin und Journalistin
- 2013: Peter Mitterer, österreichischer Gastwirt und Politiker, Nationalrat
- 2013: Hal Needham, US-amerikanischer Stuntman, Regisseur, Schauspieler und Drehbuchautor
- 2013: Bill Sharman, US-amerikanischer Basketballspieler und -trainer
- 2014: Jack Bruce, britischer Musiker
- 2014: Rudolf Scharpf, deutscher Maler und Grafiker
- 2016: Carlos Alberto, brasilianischer Fußballspieler und -trainer
- 2016: Paul Vincent, deutscher Gitarrist
- 2017: Silvia Bovenschen, deutsche Literaturwissenschaftlerin und Autorin
- 2017: Bernhard Hoffmann, deutscher Kommunalpolitiker
- 2020: Lee Kun-hee, südkoreanischer Manager, CEO des Samsung-Konzerns
- 2020: Thomas Oppermann, deutscher Politiker, MdL, MdB
- 2020: Horst H. Vollmer, deutscher Hörspielregisseur und -sprecher
- 2021: Miguel Leal, portugiesischer Springreiter
- 2021: Aleksandar Schalamanow, bulgarischer Fußballspieler und Skirennläufer
- 2022: Brian Robinson, britischer Radrennfahrer
- 2022: Pierre Soulages, französischer Maler
- 2024: Jo Bohnsack, deutscher Musiker
- 2024ː Rohini Godbole, indische Physikerin und Hochschullehrerin

## Feier- und Gedenktage
- Taiwan-Rückgabe-Tag (Republik China, Taiwan)
- Kirchliche Gedenktage
  - Hl. Tabitha, Witwe in Joppe (Jaffa) (orthodox, katholisch, evangelisch: LCMS)
  - Philipp Nicolai, deutscher Pfarrer und Liederdichter (evangelisch)
  - Hl. Chrysanthus, römischer Märtyrer (katholisch)
  - Hl. Daria, römische Märtyrerin (katholisch)
  - Hl. Crispinus und Crispinianus, römische Märtyrer (anglikanisch)
  - Hl. Lydia, erste Christin in Europa (evangelisch: LCMS)
  - Hl. Phoibe, Diakonin in Kenchreä (evangelisch: LCMS)

Weitere Einträge enthält die Liste von Gedenk- und Aktionstagen.